# Npm (software)
Npm (oorspronkelijk een afkorting voor Node Package Manager) is een pakketbeheerder voor de programmeertaal JavaScript.
Npm, Inc. is een dochteronderneming van GitHub (op zijn beurt een dochteronderneming van Microsoft), die hosting biedt voor softwareontwikkeling en versiebeheer met het gebruik van Git.
Npm is de standaard pakketbeheerder voor de JavaScript-runtime-omgeving Node.js. Het bestaat uit een opdrachtregelclient, ook npm genoemd, en een online database met openbare en betalende pakketten, het npm-register genoemd. Het register is toegankelijk via de client en de beschikbare pakketten kunnen worden doorzocht via de npm-website. De pakketbeheerder en het register worden beheerd door npm, Inc.
Npm is volledig in JavaScript geschreven en is ontwikkeld door Isaac Z. Schlueter omdat hij "voorbeelden zag van slechte manieren om modules te verpakken", geïnspireerd door gelijkaardige projecten zoals PEAR (PHP) en CPAN (Perl).